# Escaut-et-Meuse
Pour l’article homonyme, voir Escaut-et-Meuse (homonymie).
Escaut-et-Meuse était une entreprise sidérurgique française fondée à Anzin en 1882. Elle fusionna en 1953 pour former le groupe Lorraine-Escaut, qui fut lui-même absorbé en 1967 par Usinor. 
Après la crise de la sidérurgie française des années 1970, les anciennes usines Escaut-et-Meuse fermèrent entre 1979 et 1991.

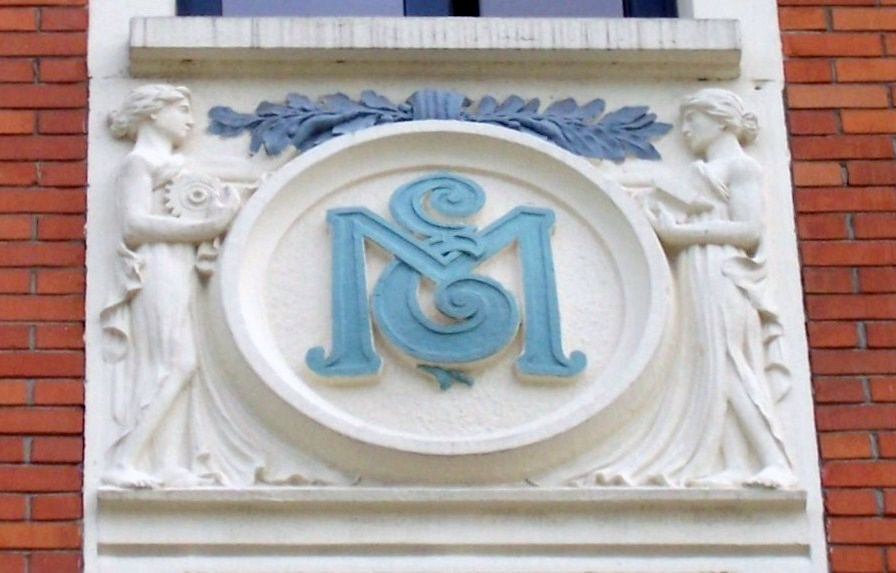

## Histoire

### Création
L'entreprise "Escaut-et-Meuse" fut fondée le 28 août 1882 à Anzin par les frères Laveissière et Georges Chaudoir, qui en confièrent la direction à Conrad Malissart. La première tuyauterie, implantée au bord de l'Escaut, employait à l'origine 250 ouvriers et produisait des tubes soudés en fer et en acier. 
L'entreprise  "Escaut-et-Meuse"  acquit la licence exclusive pour la France des tubes sans soudure inventée par les frères Mannesmann et en démarra la production en 1896.
La croissance d'"Escaut-et-Meuse" fut rapide : l'usine doubla sa production annuelle de 1900 à 1910, passant de 15 000 tonnes de tubes en 1900 à 30 000 tonnes en 1910.

### Première Guerre mondiale
Lors du déclenchement de la Première Guerre mondiale, l'usine d'Anzin était toujours la seule implantation d'Escaut-et-Meuse.
Anzin fut occupée par l'armée allemande dès le 25 août 1914, et l'exploitation industrielle fut  arrêtée. Une partie de l'usine Escaut et Meuse fut transformée en atelier de réparation de canons, le Bayerische Werkstatt Belagerungsartillerie Nummer 3, employant uniquement des soldats allemands; le reste des locaux était désaffecté et servait au stockage de ferrailles.
La société créa alors  au Bourget une usine de tubes pour pouvoir continuer à fournir l'industrie aéronautique française.

### Entre deux-guerres
Après la guerre, la société reprit sa production et s'agrandit.
En 1918, le ministère de l'armement lui avait demandé de trouver un emplacement moins exposé que le Bourget. C'est Bessèges qui fut choisi, où elle créa une nouvelle usine en 1920.
En 1930, elle reprit l'usine de la Bonneville à Noisy-le-Sec.

### Seconde guerre mondiale
Lors de  Seconde Guerre mondiale, Anzin fut occupée dès mai 1940, lors de la Fall Gelb, l'ensemble de la région du Nord de la France devenant une zone interdite. Lors de l'exode, les employés de cette usine furent alors envoyés vers celles du Bourget et de Bessèges.  
En 1942, après l'échec de la « Relève » visant à recruter des travailleurs volontaires pour l'Allemagne en échange du retour de prisonniers français, une partie des ouvriers de la tuyauterie Escaut et Meuse fut envoyée dans les usines Mannesmann, un peu avant la mise en place du STO.
L'usine de Noisy fut détruite à 80 % en avril 1944 par un bombardement de la Royal Air Force visant la gare de triage, qui rasa une bonne partie de la ville et fit 464 morts. Celle d'Anzin fut aussi une cible des bombardements alliés en mai et juin 1944, elle fut peu touchée mais 72 civils furent tués.

### Fusion et disparition
Après guerre, la sidérurgie française connut un développement rapide, et l'entreprise, bénéficiant des financements du plan Marshall, modernisa ses usines de la région Nord-Pas-de-Calais. En 1953, les trois usines Escaut et Meuse fusionnèrent avec les aciéries de Longwy, de Senelle-Maubeuge, les Tubes de Bessèges et les mines de Jarny pour former le groupe Lorraine-Escaut ; les usines d'Anzin devinrent son département tubes, principal producteur français de tubes sans soudure.    
Quand la sidérurgie française connut ses premières difficultés en 1966, de nouvelles restructurations amenèrent à l'absorption de Lorraine-Escaut par Usinor. L'année suivante, elle filialisa les usines à tubes, dont les anciennes Escaut et Meuse, en les regroupant dans la société Vallourec.  
Lorraine Escaut était jusque-là le principal concurrent de Vallourec pour les activités tubes. Cette recomposition permet à Vallourec de devenir ainsi le leader français du tube acier, à la tête de 15 usines - dont les 6 de Lorraine Escaut - employant 15 000 salariés.
Quand survint le premier choc pétrolier, les dirigeants ne perçurent pas immédiatement l'ampleur de la crise, et relancèrent leurs investissements.  
Les subventions du  1er plan acier de 1976 ne firent que retarder l'échéance ; Usinor était au bord de la faillite. 
Les anciennes usines Escaut-et-Meuse fermèrent entre 1979 et 1991.

## Culture d'entreprise
Créée par deux familles, les  Laveissière et les Chaudoir, la société Escaut-et-Meuse demeura jusqu'à sa disparition en grande partie sous le contrôle de celles-ci. Quatre générations de Laveissière se succédèrent au conseil d'administration de 1882 à 1940.
Une stabilité analogue fut recherchée du côté de la direction : Conrad Malissart demeura directeur de 1882 à 1919, puis Léopold Defays lui succéda.
La société était très hiérarchisée ; employés et ouvriers ne se mélangeaient pas, et les ingénieurs d'études descendaient rarement dans l'usine mis à part quelques ingénieurs comme Pierre Delbreil. Ce mode de fonctionnement perdura après la fusion qui créa Lorraine-Escaut ; il ne fut progressivement remis en cause qu'à l'époque de la reprise par Vallourec, qui avait une culture différente.

## Sources